# Aribon de Mayence
Aribon, né vers 990 et mort le 6 avril 1031 à Côme, fut archevêque de Mayence en 1021 jusqu'à sa mort.

## Biographie
Il est le fils d'Aribon Ier († 1001/1020), comte palatin de Bavière et de son épouse Adèle († après 1020), comtesse en Chiemgau, elle-même fille du comte palatin Hartwig Ier. Au moins par sa mère, descendante du duc Eberhard de Bavière, il devait être apparenté à l’empereur Henri II de la dynastie des Ottoniens, bien que cela ne puisse être clairement établi. La puissante famille noble (Edelfreie) des Aribonides possédait de grand domaines dans l'est de la Bavière et dans le margraviat d'Autriche adjacent.
Aribon reçut vraisemblablement son instruction à Salzbourg. Il prit part, vers l'an 1004, à la fondation de l’abbaye de Göss en Styrie. Le 1er mai 1020, Aribon et sa mère Adèle ont obtenu la charte pour la fondation du monastère en tant qu'abbaye impériale des mains de l'empereur Henri II. Le couvent fut habité par des religieuses de l'abbaye de Nonnberg à Salzbourg ; la propre sœur d'Aribon, Cunégonde, est nommée la première abbesse. Henri II l’éleva vers 1020 à la dignité de diacre de la chapelle royale.
En septembre 1021 il obtint d'Henri la direction de l'archidiocèse de Mayence. Après la mort de l'empereur en 1024, il a animé la réunion des princes-électeurs choisissant Conrad II le Salique son successeur. C'est ainsi à la cathédrale de Mayence qu'il couronna Conrad roi des Romains le 8 septembre 1024. En échange, le nouveau souverain nomma Aribon archichancelier pour l'Italie : ainsi dirigeait-il désormais les deux chancelleries du Saint-Empire, puisqu'en tant qu’archevêque de Mayence il dirigeait déjà de plein droit la chancellerie des États de la Germanie. L'archevêque a été à la hauteur de ses pouvoirs : sa province ecclésiastique s'étendait des environs de Brême jusqu'à Prague et à Meran.
Peut-être par égard pour le droit canon, Aribon renonça à couronner Gisèle de Souabe, l'épouse de Conrad II, laissant cet office à l'archevêque Pilgrim de Cologne qui a saisi avec satisfaction l'opportunité. Cet acte ne peut être considéré que comme un affront : Gisèle, une femme fière, était issue des souverains carolingiens ; son mariage avec Conrad s'est avéré déterminant pour son élection. C'est ainsi que commença pour Mayence la perte graduelle du statut de ville de sacre au profit de Cologne.
Aribon se préoccupait énormément de la vie spirituelle à Mayence et de l'avancement des travaux de la cathédrale. Il fit appeler l'érudit Eckart IV de l’Abbaye de Saint-Gall pour lui confier la direction des écoles de son diocèse et le chargea de composer les vers pour un bas-relief de la cathédrale toujours en construction. Toutefois, par ses prises de positions énergiques et inflexibles touchant les questions religieuses, les relations de l'archevêque avec la papauté étaient tendues. Aribon était partisan de l'indépendance des évêques dans leur diocèse. Lors du synode de Seligenstadt en 1023, il soutint qu’il ne devait pas être possible d'en appeler au Saint-Siège contre une peine prononcée par un évêque. Cette même année, à l'occasion de l'affaire des noces du comte Otton de Hammerstein avec sa cousine Ermengarde, fille du comte Godefroid Ier de Verdun et Mathilde Billung, il soutint contre le pape Benoît VIII le point de vue de la droit canonique, ce qui poussa le pape à lui retirer le pallium.
Malgré ses mauvais rapports avec le Saint-Siège, Aribon se déplaçait fréquemment à Rome : en 1027 il prit part à un concile du Latran ; en 1031 il effectuait un pèlerinage à Rome. Sur la route du retour, il cherchait à recruter des artisans de Côme (les fameux magistri Comacini) pour reconstruire la cathédrale lorsqu'il mourut dans cette ville. Sa dépouille fut ramenée à Mayence et déposée dans le chœur ouest de la cathédrale encore en construction.